# 1964 في بوليفيا
فيما يلي قوائم الأحداث التي وقعت خلال عام 1964 في بوليفيا.

## سياسة

### تعيين في المنصب
- 6 أغسطس – رينيه بارينتوس نائب رئيس بوليفيا [الإنجليزية]‏،قائمة رؤساء بوليفيا.

### انتهاء فترة المنصب
- 4 نوفمبر – رينيه بارينتوس نائب رئيس بوليفيا [الإنجليزية]‏.

## مواليد

### يناير
- 9 يناير – ماريو بينيدو لاعب كرة قدم بوليفي.

### يوليو
- 15 يوليو – فلاديمير سوريا لاعب كرة قدم بوليفي.

### ديسمبر
- 26 ديسمبر – رينيه أورتوبي

## وفيات

### يونيو
- 8 يونيو – كارلوس قوينتنيلا (مواليد 1888) دبلوماسي بوليفي.